# Documenta 1

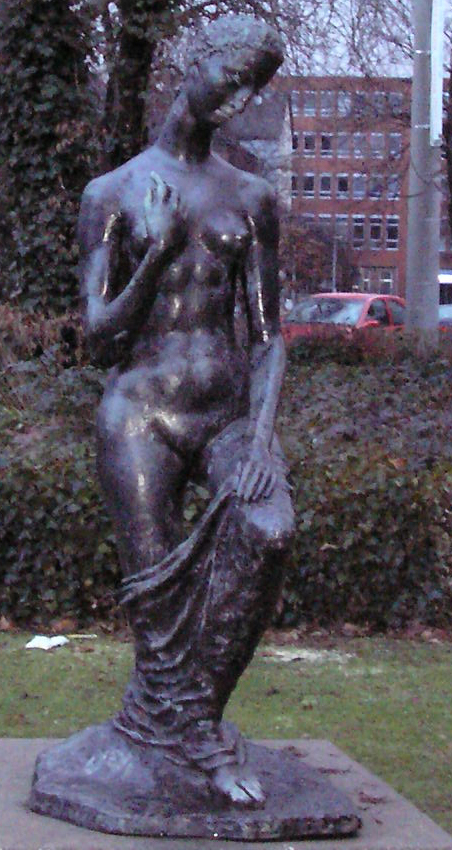
Wilhelm Lehmbrucks Kniende (1911) stand auf der documenta 1 im Eingangsbereich zum Treppenhaus des Fridericianums

Die erste documenta fand vom 15. Juli bis 18. September 1955 in Kassel statt. Sie gilt als erste große und umfassende Ausstellung von moderner Kunst in Westdeutschland nach dem Ende des Zweiten Weltkrieges.
Initiator der Schau war der Kasseler Maler, Designer und Hochschullehrer Arnold Bode. Anlässlich der Bundesgartenschau und mit finanziellen Mitteln der Zonenrandförderung gelang es ihm, mehr als 130 000 Besucher anzuziehen. Die Ausstellung war damit unerwartet erfolgreich. Erdacht und vorbereitet wurde sie in einem Kunstkreis mit dem Namen Abendländische Kunst des 20. Jahrhunderts. Als Fachmann holte sich Bode außerdem den Berliner Kunsthistoriker Werner Haftmann.

## Ausstellungsort
Ausstellungsort war das Fridericianum in der Kasseler Innenstadt, nur wenige hundert Meter vom Gelände der Gartenschau entfernt. Das Ende des 18. Jahrhunderts erbaute Gebäude gilt als der erste als Museum konzipierte Bau auf dem europäischen Festland und verfügte somit über eine lange Ausstellungstradition. Das Fridericianum war im Krieg schwer beschädigt worden und befand sich im Jahr 1955, zum Zeitpunkt der Kunstschau, in einem Rohbauzustand, der die Kulisse der Ausstellung bildete: nackte Betonböden, unverputzte Ziegelmauern und Oberflächen aus Heraklith („Sauerkrautplatten“). Mit weißen und schwarzen Kunststofffolien wurden Fenster abgedeckt und unschöne Mauerpartien kaschiert. Diese Ausstellungsarchitektur, die teilweise der puren Not entsprang, fand noch Jahre und Jahrzehnte später positiven Nachhall, erinnerte viele Besucher und Chronisten an das Design des Bauhauses oder des italienischen Rationalismus der 1930er Jahre.

## Künstlerischer Schwerpunkt
Schwerpunkt dieser Ausstellung waren die Arbeiten derjenigen Künstler, die während der Zeit des Nationalsozialismus unter der Bezeichnung „Entartete Kunst“ in Deutschland verfemt waren. Daher stand die abstrakte Kunst, insbesondere die abstrakte Malerei der 1920er und 1930er Jahre im Mittelpunkt der Ausstellung. Die zeitgenössische (Nachkriegs-)Kunst des Informel wurde erst auf der Nachfolgeausstellung, der II. documenta im Jahr 1959 gezeigt.

## Liste der 148 teilnehmenden Künstler
| A                     |                              |                             |                                 |                   |
| Josef Albers          | Kenneth Armitage             | Jean Arp                    | René Victor Auberjonois         |                   |
| B                     |                              |                             |                                 |                   |
| Giacomo Balla         | Willi Baumeister             | Max Beckmann                | Hermann Blumenthal              | Reg Butler        |
| Eduard Bargheer       | Mirko Basaldella             | Max Bill                    | Umberto Boccioni                |                   |
| Ernst Barlach         | Jean Bazaine                 | Renato Birolli              | Camille Bombois                 |                   |
| Afro Basaldella       | André Beaudin                | Roger Bissière              | Georges Braque                  |                   |
| C                     |                              |                             |                                 |                   |
| Alexander Calder      | Alexander Camaro             | Heinrich Campendonk         | Marc Chagall                    | Roberto Crippa    |
| Massimo Campigli      | Giuseppe Capogrossi          | Carlo Dalmazzo Carrà        | Giorgio de Chirico              |                   |
| Felice Casorati       | Bruno Cassinari              | Lynn Chadwick               | Antonio Corpora                 |                   |
| D                     |                              |                             |                                 |                   |
| Robert Delaunay       | Charles Despiau              | Theo van Doesburg           | Raoul Dufy                      |                   |
| André Derain          | Otto Dix                     | Raymond Duchamp-Villon      |                                 |                   |
| E                     |                              |                             |                                 |                   |
| Max Ernst             |                              |                             |                                 |                   |
| F                     |                              |                             |                                 |                   |
| Joseph Fassbender     | Lyonel Feininger             | Ernesto de Fiori            | Xaver Fuhr                      |                   |
| G                     |                              |                             |                                 |                   |
| Naum Gabo             | Fritz Glarner                | HAP Grieshaber              |                                 |                   |
| Werner Gilles         | Julio González               | Juan Gris                   |                                 |                   |
| H                     |                              |                             |                                 |                   |
| Hans Hartung          | Erich Heckel                 | Werner Heldt                | Auguste Herbin                  |                   |
| Karl Hartung          | Bernhard Heiliger            | Barbara Hepworth            | Karl Hofer                      |                   |
| J                     |                              |                             |                                 |                   |
| Alexej von Jawlensky  |                              |                             |                                 |                   |
| K                     |                              |                             |                                 |                   |
| Wassily Kandinsky     | Ernst-Ludwig Kirchner        | Oskar Kokoschka             |                                 |                   |
| Ludwig Kasper         | Paul Klee                    | František Kupka             |                                 |                   |
| L                     |                              |                             |                                 |                   |
| Berto Lardera         | Henri Laurens                | Fernand Léger               | Kurt Lehmann                    | Wilhelm Lehmbruck |
| M                     |                              |                             |                                 |                   |
| August Macke          | Marino Marini                | Otto Meyer-Amden            | Giorgio Morandi                 | Gabriele Münter   |
| Alberto Magnelli      | André Masson                 | Joan Miró                   | Mattia Moreni                   | Zoran Mušič       |
| Aristide Maillol      | Ewald Mataré                 | Paula Modersohn-Becker      | Ennio Morlotti                  |                   |
| Alfred Manessier      | Henri Matisse                | Amedeo Modigliani           | Richard Mortensen               |                   |
| Franz Marc            | Georg Meistermann            | Piet Mondrian               | Georg Muche                     |                   |
| Gerhard Marcks        | Hans Mettel                  | Henry Moore                 | Otto Mueller                    |                   |
| N                     |                              |                             |                                 |                   |
| Ernst Wilhelm Nay     | Rolf Nesch                   | Ben Nicholson               | Emil Nolde                      |                   |
| P                     |                              |                             |                                 |                   |
| Max Pechstein         | Pablo Picasso                | Filippo De Pisis            |                                 |                   |
| Antoine Pevsner       | Édouard Pignon               | Hans Purrmann               |                                 |                   |
| R                     |                              |                             |                                 |                   |
| Otto Ritschl          | Kurt Roesch                  | Georges Rouault             |                                 |                   |
| Emy Roeder            | Christian Rohlfs             | Henri Rousseau              |                                 |                   |
| S                     |                              |                             |                                 |                   |
| Giuseppe Santomaso    | Gérard Ernest Schneider      | William Scott               | Mario Sironi                    |                   |
| Edwin Scharff         | Wolfgang Schulze (Wols)      | Séraphine (Louis) de Senlis | Pierre Soulages                 |                   |
| Oskar Schlemmer       | Kurt Schwitters              | Gino Severini               | Toni Stadler                    |                   |
| Karl Schmidt-Rottluff | Scipione (Maler)             | Gustave Singier             | Graham Sutherland               |                   |
| T                     |                              |                             |                                 |                   |
| Sophie Taeuber-Arp    | Pierre Tal-Coat              | Hann Trier                  | Heinz Trökes                    |                   |
| U                     |                              |                             |                                 |                   |
| Hans Uhlmann          |                              |                             |                                 |                   |
| V                     |                              |                             |                                 |                   |
| Victor Vasarely       | Alberto Viani                | Jacques Villon              | Maurice de Vlaminck             |                   |
| Emilio Vedova         | Marie Héléne Vieira da Silva | Louis Vivin                 | Friedrich Vordemberge-Gildewart |                   |
| W                     |                              |                             |                                 |                   |
| Theodor Werner        | Walter Kurt Wiemken          | Hans Wimmer                 | Fritz Winter                    | Gustav H. Wolff   |